# 경상도의 마천루 목록
아래는 대한민국 경상도에 위치한 마천루 목록이다.
- 경상북도의 마천루 목록
- 경상남도의 마천루 목록
- 부산광역시의 마천루 목록
- 대구광역시의 마천루 목록
- 울산광역시의 마천루 목록

| Disambiguation icon | 이 문서는 명칭이 같고 같은 종류에 속하는 여러 대상을 연결하는 색인 문서입니다. |